# The Unseen (filme de 1945)
The Unseen (bra: Medo Que Domina) é um filme estadunidense de 1945, do gênero terror, dirigido por Lewis Allen, com roteiro de Hagar Wilde, Ken Englund e Raymond Chandler baseado no livro Her Heart in Her Throat, de Ethel Lina White. 
O longa é uma sequência de The Uninvited, feito no ano anterior pelo mesmo diretor. 

## Recepção
Apesar da coautoria de Chandler no roteiro e de contar praticamente a mesma história, o resultado é inferior, com um final muito fraco.

## Sinopse
David Fielding é um viúvo suspeito de ter causado a morte de sua esposa. Depois que ele se muda para outra residência, em uma região desolada da Nova Inglaterra, outros cadáveres começam a aparecer, o que leva Elizabeth, a nova governanta de seus filhos, a procurar a verdade. Com isso, ela tem de lidar com fatos misteriosos, típicos de casas assombradas.

## Elenco
| Ator/Atriz        | Personagem           |
| ----------------- | -------------------- |
| Joel McCrea       | David Fielding       |
| Gail Russell      | Elizabeth Howard     |
| Herbert Marsahall | Doutor Charles Evans |
| Phyllis Brooks    | Maxine               |
| Isobel Elsom      | Marian Tygarth       |
| Mikhail Rasumny   | Chester              |

## Prêmios e indicações
| Prêmio | Categoria              | Situação                    |
| ------ | ---------------------- | --------------------------- |
| Oscar  | Melhor Gravação de Som | Indicado[carece de fontes?] |